# Klinik für Kinder- und Jugendmedizin der Ruhr-Universität Bochum im St. Josef-Hospital
Die Klinik für Kinder- und Jugendmedizin der Ruhr-Universität Bochum im St. Josef-Hospital, ehemals Westfälische Landeskinderklinik, ist ein ehemalig selbstständiges Krankenhaus für Neonatologie und Pädiatrie an der Alexandrinenstraße 5 in Bochum. Träger ist die Klinikgruppe Katholisches Klinikum Bochum.

## Geschichte
Das Säuglingsheim in Bochum wurde am 1. November 1925 eröffnet. Es verfügte über 96 Betten für Säuglinge und 74 Betten für Ammen, stillende Mütter und Personal. So wurde die Ausbildung von Kinderkrankenschwestern nach dem Hebammengesetz von 1922 ermöglicht. In den 1930er Jahren kamen ein Labor und eine Röntgeneinrichtung, betreut von einer technischen Kraft, hinzu. Im Kriegsjahr 1942 betrug die Sterblichkeit der behandelten Neugeborenen 42 Prozent. Wegen eines Bombenschadens mussten Personal und Patienten nach Niedermarsberg im Sauerland umziehen. Dort blieb die Kinderklinik bis 1949.
In den 1950er Jahren verfügte die Klinik über 135 Betten. 1963 wurde das Infektionshaus mit weiteren 80 Betten eröffnet. Ebenfalls 1963 wurde das  Schwesternwohnheim mit 106 Betten gebaut. Unter anderem führte die Verkürzung der Wochenarbeitszeit (im Jahr 1951 waren es noch 53 Wochenstunden) und die Verlängerung der Ausbildungszeit zu einem steigenden Personalbedarf.
Im Jahre 1977 wurde das Haus Universitätsklinik im Rahmen des Bochumer Modells der medizinischen Ausbildung an der Ruhr-Universität Bochum. 1983 gelangte die Klinik ebenso wie das benachbarte St. Josef-Hospital Bochum in die Trägerschaft der St. Elisabeth-Stiftung und später in die Trägerschaft der Katholisches Klinikum Bochum GmbH.

## Einrichtung
Das Haus verfügt über 90 Betten und beschäftigt mehr als 200 Mitarbeiter. Es hat heute zwei Standorte, nämlich an der Alexandrinenstraße am Stadtpark Bochum und im St. Elisabeth-Hospital Bochum in der Innenstadt. Im Haus werden allein in der Notfallambulanz über 20.000 Kinder jährlich behandelt. Zu den Angeboten des Hauses gehört auch ein Kindergarten und eine Schule.